# مصر
مِصر با نام رسمی جمهوری عربی مصر (به عربی: جُمهوریَّةِ مِصرَ العَرَبیَّة) کشوری فراقاره‌ای در قاره‌های آفریقا و آسیا است. بخش بزرگ مصر در شمال شرقی آفریقا است، شبه‌جزیره سینا هم که در آسیای غربی قرار گرفته بخشی از قلمرو این کشور است. مصر در جنوب دریای مدیترانه و غرب دریای سرخ قرار گرفته و از غرب با لیبی (۱٬۱۱۵ کیلومتر)، از جنوب با سودان (۱۲۷۶ کیلومتر) و از سوی شبه جزیره سینا با اسرائیل (۲۰۸ کیلومتر) و با باریکه غزه (۱۳ کیلومتر) مرز زمینی دارد.
طول خطوط ساحلی مصر حدود ۲٬۴۵۰ کیلومتر است. مصر با جمعیت ۱۰۲ میلیون نفر ۱۴امین کشور پرجمعیت در جهان، پرجمعیت‌ترین کشور در خاورمیانه، و بعد از نیجریه و اتیوپی، سومین کشور پرجمعیت در قاره آفریقا است. اکثر جمعیت آن در حاشیه رود نیل زندگی می‌کنند. کرانه‌های رود نیل منطقه‌ای است که ۴۰ هزار کیلومتر مربع یعنی حدود یک بیست و پنجم این کشور و تنها زمین‌های بارور آن را تشکیل می‌دهد. بخش عمدهٔ این کشور که در مجموع ۱ میلیون کیلومتر مربع وسعت دارد، از بیابان تشکیل شده و جمعیت پراکنده‌ای را در خود جای داده است.
حدود نیمی از جمعیت مصر شهرنشین هستند که بیشتر آنان در دو شهر بزرگ قاهره و اسکندریه، دیگر شهرهای دلتای نیل و حومه آن‌ها زندگی می‌کنند.
مصر یکی از قدیمی‌ترین تمدن‌های بشری بوده و آثار باستانی متعدد موجود در این کشور که مهم‌ترین آن‌ها اهرام سه‌گانه یا همان اهرام جیزه است گردشگران زیادی را جذب این کشور می‌کند. حدود ۱۲٪ نیروی کار مصر در بخش گردشگری و شهرهای تفریحی ساحل دریای سرخ فعالیت دارند. اقتصاد مصر یکی از متنوع‌ترین منابع درآمدی را در کشورهای خاورمیانه داراست و بخش‌های گردشگری، کشاورزی، صنعت و خدمات هر یک به نسبتی تقریباً مساوی در تولید داخلی این کشور سهم دارند.
مصر در ۱۹۵۲ با کودتای بدون خون‌ریزی افسران جوان ارتش علیه فاروق یکم پادشاه کشور صاحب حکومت جمهوری شد. انقلاب سال ۲۰۱۱ مصر به حکومت سی ساله حسنی مبارک در این کشور پایان داد و قانون اساسی جدیدی در این کشور تدوین شد. پس از استعفای حسنی مبارک قدرت در اختیار شورای عالی نظامی مصر به رهبری فرمانده ارتش محمد حسین طنطاوی بود و دولت منتخب این شورا اداره کشور را برعهده داشت، اما در جریان انتخابات ریاست جمهوری مصر در هفده ژوئن ۲۰۱۲ محمد مرسی به عنوان رئیس‌جمهور انتخاب شد. او چهارمین رئیس‌جمهور مصر و اولین رئیس‌جمهور انقلاب مصر بود که در شبانگاه سوم ژوئیه ۲۰۱۳ در جریان کودتای ۲۰۱۳ مصر به وسیله ارتش از کار برکنار شده و عدلی منصور، رئیس دادگاه قانون اساسی مصر به عنوان رئیس‌جمهور دولت انتقالی برای برگزاری انتخابات زودهنگام تعیین شد. چندی بعد منصور، حازم ببلاوی را به عنوان نخست‌وزیر، دولت موقت برای تشکیل کابینه معرفی نمود. در انتخابات جدید مصر که یازده ماه پس از سرنگونی محمد مرسی برگزار شد عبدالفتاح سیسی وزیر دفاع سابق مصر به عنوان رئیس‌جمهور جدید مصر برگزیده‌شد.
مصر از دیدگاه سیاسی و فرهنگی یکی از مهم‌ترین کشورها در جهان عرب و خاورمیانه است. از چهره‌های شاخص علم و فرهنگ مصر می‌توان به احمد حسن زویل برندهٔ جایزه نوبل شیمی و نجیب محفوظ برندهٔ جایزه نوبل ادبیات اشاره کرد. همچنین تعداد زیادی شهروند مصری به ریاست سازمان‌های بین‌المللی ملی و منطقه‌ای رسیده‌اند همچون پطرس غالی دبیرکل سازمان ملل متحد از ۱۹۹۲ تا ۱۹۹۷، محمد البرادعی دبیرکل آژانس بین‌المللی انرژی اتمی، عمرو موسی دبیرکل اتحادیه عرب و…؛ دانشگاه الازهر مهم‌ترین مرکز مذهبی جهان اسلام در این کشور قرار دارد.

## نام
نام مصر از ریشهٔ سامی است و با نام‌های دیگر زبان‌های سامی برای مصر از جمله מִצְרַיִם (میتزراییم) عبری هم‌ریشه است. نام مصر به معنی «دو تنگه» است و به جدایی میان دو دودمان بخش‌های شمالی و جنوبی مصر اشاره دارد. واژهٔ مصر در اصل خود معانی شهر، تمدن، کلان‌شهر، زمین، و مرز هم می‌داده است. مصری‌ها سرزمین خود را «کی مِسْت» می‌نامیدند که به معنی سیاه است، زیرا زمین‌های مصر را زمین سیاه و اراضی کویرها را زمین سرخ می‌دانستند. اسم مصر که در اغلب السنهٔ اروپایی «اِگیپت» یا «اِژیپت» است و فقط در تلفظ آن جزئی اختلافی بین زبان‌های مختلف اروپایی هست، از لفظ «خی کُپتا» است: فینیقی‌ها منفیس را چنین می‌نامیدند و از فینیقی‌ها این لفظ به اروپا سرایت کرد. «خی کُپتا» هم از لغت مصری «خاتْ‌کاپْ‌تا» آمده که به معنی «معبد روح پتا» است.

## تاریخ
تمدن در منطقه کنونی مصر که در کناره رود نیل شکل گرفته در زمره کهن‌ترین تمدن‌ها به‌شمار می‌آید که از حدود ۴ هزار سال پیش از میلاد موجود است. مصر باستان سرزمین فرعون‌ها بود و آثار تاریخی برجسته‌ای چون اهرام سه‌گانه و نیایشگاه بزرگ را از آن دوران به یادگار دارد. در اسطوره‌های سامی محل برآمدن پیامبرانی مانند یوسف و موسی را در همان دوران و در سرزمین مصر آورده‌اند.

### مصر در دوره ایرانی
دولت قدیم مصر در سال ۵۲۴ پ. م به دست ایرانی‌ها سقوط کرد. این کشور در روزگار هخامنشی و همچنین در دوران ساسانی (در عهد خسرو پرویز و به مدت ده سال) بخشی از شاهنشاهی ایران بود.
حضور هخامنشیان در مصر به دوران کمبوجیه پسر کوروش بازمی‌گردد. او در سال ۵۲۵ پ. م، در لشکرکشی به مصر توانست مقابل فرعون پسامتیک سوم از دودمان بیست و ششم مصر پیروز شود و آن کشور را به یکی از ساتراپی‌های هخامنشی تبدیل کند، این ساتراپی قسمتی از کشور لیبی را نیز شامل می‌شد.
در سال ۳۳۲ پ. م اسکندر مقدونی این سرزمین را تصرف نمود و تا سال بعد دودمان بطلمیوسی که از جانشینان اسکندر بودند، بر آن حکمفرما بودند.

#### مملکت عربی
در سال ۶۴۱ میلادی (۱۹ هجری قمری) در زمان خلیفه دوم، عمر، عرب‌های مسلمان این کشور را تسخیر کردند. مصری‌ها که از تسلط سیاسی و فرهنگی بیزانسی‌ها ناخرسند بودند، هنگام ورود اعراب در برابر آن‌ها ایستادگی نکردند و والیان مصر که از طرف خلفا برای اداره مصر اعزام می‌شدند، با «اهل ذمه» و به ویژه ساکنان اصلی مصر یعنی «قبطی‌ها» بر اساس عهدنامه‌ها و پیمان‌ها رفتار می‌کردند. شرایط پیمان‌ها به گونه‌ای بود که موجب استحکام روابط اعراب فاتح با بومیان مصر می‌شد. پس از فتح مصر، تعداد زیادی عرب و مسلمان به این سرزمین وارد شدند. با آمدن قبایل عربی به مصر و افزایش تماس دو گروه مسلمان و قِبطی‌ها، زمینه‌های پذیرش فرهنگ اسلامی در مصر فراهم شد. شماری از مصری‌ها تا پایان حکومت سفیانیان، مسلمان و عرب شده بودند، اما این روند، در دوره‌های بعدی و طی دو قرن پس از اسلام به‌طور تدریجی صورت گرفت تا سرانجام مصر یک مملکت عربی شد.
روند عربی شدن زبان مصری‌ها چندی به طول انجامید و کاربرد زبان عربی در این منطقه از سده نهم میلادی به این‌سو شدت گرفت. سیاست فرمانروایان عرب حاکم بر مصر این بود که با وجود ناآشنا بودن مردم مصر با زبان عربی این فرمانروایان از همان آغاز تمامی نوشته‌های رسمی را به عربی صادر کردند. این حاکمان ولی، علاقه زیادی به مسلمان کردن مردم مصر نشان نمی‌دادند.
با این حال، مسلمان شدن مردم مصر با عرب‌زبان شدن آن‌ها همراه نبود و اسلامی‌سازی مصر سده‌ها پس از عرب‌زبان شدن آن‌ها به انجام رسید. با این‌که زبان عربی از سده نهم میلادی در مصر گسترش یافت دین اسلام تنها در سده چهاردهم تبدیل به دین اکثریت مصری‌ها شد.

### دوره عثمانی
مصر همواره از سرزمین‌های مهم برای حکومت اسلامی بوده و تا سال ۱۵۱۷ میلادی که دولت عثمانی بر مصر تسلط یافت در دست خلفای اموی و عباسی و فاطمی بود. در سال ۱۷۹۸ ناپلئون بناپارت به مصر لشکرکشی کرد و در سال ۱۸۰۵ میلادی محمدعلی پاشا از طرف دولت عثمانی حاکم آنجا شده و دودمان جدید مصر را تشکیل داد.

### سلطنت مصر
برای مدت‌ها مصر تحت‌الحمایه بریتانیای کبیر بود ولی پس از جنگ جهانی اول بر اثر فشار مردم، استقلال مصر را اعلام کرد. در جنگ جهانی دوم طی سال‌های ۱۹۴۱ تا ۱۹۴۳ با اینکه مصر بیطرفی خود را اعلام کرده بود اما سرزمین‌های غربی آن در حاشیه دریای مدیترانه از صحنه نبردهای سنگین بین ارتش آلمان و ارتش بریتانیا بود و با آن‌که آلمانی‌ها فاصله چندانی با کانال سوئز نداشتند، اما در منطقه‌ای به نام العلمین شکست خوردند و همین شکست نقطه آغاز شکست‌های دیگر آن‌ها شد.
مصر در سال ۱۹۴۵ به عضویت سازمان ملل متحد درآمد. در سال ۱۹۵۶ جمال عبدالناصر به ریاست جمهوری فرانسه به مصر حمله کردند، اما با پشتیبانی شوروی و بی‌طرفی آمریکا، بدون نتیجه خاتمه یافت. در طی سال‌های بعد دو جنگ دیگر نیز بین مصر و دیگر کشورهای عربی با اسرائیل رخ داد. (۱۹۶۷ و ۱۹۷۳)

### جنگ شش‌روزه
جنگ شش‌روزه ۱۹۶۷ نبردی بود که از ۵ ژوئن تا ۱۰ ژوئن ۱۹۶۷ میان اسرائیل و کشورهای عربی مصر، سوریه و اردن رخ داده و با پیروزی مطلق اسرائیل به پایان رسید. این نبرد نقطه اوج بحرانی بود که از تاریخ ۱۵ مه تا ۱۲ ژوئن ۱۹۶۷ به درازا انجامید و در آن اسرائیل با شکست ارتش چند کشور عربی قسمتی از خاک آن‌ها را تصرف کرد.
این جنگ با حمله هوایی ناگهانی اسرائیل به پایگاه‌های هوایی مصر در ۵ ژوئن ۱۹۶۷ آغاز شد و اسرائیل طی ۶ روز موفق شد تا نوار غزه و صحرای سینا را از کنترل مصر، شرق اورشلیم و کرانه باختری رود اردن را از کنترل اردن و بلندی‌های جولان را از کنترل سوریه خارج کند. کشورهای عربی همچون عراق، عربستان سعودی، تونس، سودان، مراکش، الجزایر، لیبی و کویت نیز به اسرائیل اعلام جنگ داده و با اعزام نیروهای کمکی به یاری اردن، مصر و سوریه شتافتند. نتایج این جنگ در ساخت ژئوپلیتیک منطقه تأثیرگذار بوده است.

### بهار عربی در کشور مصر
در سال ۲۰۱۱ طی انقلابی حسنی مبارک رئیس‌جمهور این کشور برکنار شد و محمد مرسی با انتخابات جایگزین او شد. در سال ۲۰۱۳ ارتش در راستای اعتراضات مردمی علیه محمد مرسی کودتا کرد و دولت وی را سرنگون نمود. در انتخاباتی که چند ماه بعد برگزار شد، عبدالفتاح سیسی به عنوان رئیس‌جمهور مصر انتخاب شد.

## پایتخت‌های پیشین مصر
- منف: (۳۱۰۰ پ. م - ۲۱۸۰ پ. م) نخستین پایتخت مصر
- اهناسیا: (۲۱۸۰ پ. م - ۲۰۶۰ پ. م)
- ممفیس، تیب یا طیبه :(۲۰۶۰ پ. م - ۱۷۸۵ پ. م) بار اول پایتختی
- اواریس :(۱۷۸۵ پ. م - ۱۵۸۰ پ. م)
- تبس: (۱۵۸۰ پ. م - ۱۰۸۵ پ. م) بار اول پایتختی
- تانیس :(۱۰۸۵ پ. م - ۹۴۵ پ. م)
- تبس: (۹۴۵ پ. م - ۶۳۳ پ. م) بار دوم پایتختی
- سائیس :(۶۳۳ پ. م - ۵۲۵ پ. م)
- منفیس: (۵۲۵ پ. م –۳۳۲ پ. م)
- اسکندریه :(۳۳۲ پ. م - ۶۴۱ بعد از میلاد)
- فُسطاط: (۶۴۱ ب. م - ۷۵۰ ب. م) بار اول پایتختی
- عسکر: (۷۵۰–۸۶۸ ب. م)
- قطائع: (۸۶۸–۹۰۵ ب. م)
- فسطاط (۹۰۵–۹۶۹ ب. م) بار دوم پایتختی
- قاهره: (۹۶۹ ب. م - تا امروز) پایتخت کنونی

## تقسیمات کشوری
کشور مصر به ۲۷ استان بخش می‌شود:
۱- استان دقهلیه
۲- استان بحرالاحمر
۳- استان بحیره
۴- استان فیوم
۵- استان غربیه
۶- استان اسکندریه
۷- استان اسماعیلیه
۸- استان اقصر
۹- استان جیزه
۱۰- استان منوفیه
۱۱- استان منیا
۱۲- استان قاهره
۱۳- استان قلیوبیه
۱۴- استان وادی‌الجدید
۱۵- استان شرقی
۱۶- استان سوئز
۱۷- استان اسوان
۱۸- استان اسیوط
۱۹- استان بنی‌سویف
۲۰- استان پورت‌سعید
۲۱- استان دمیاط
۲۲- استان سینای جنوبی
۲۳- استان کفرالشیخ
۲۴- استان مطروح
۲۵- استان قنا
۲۶- استان سینای شمالی
۲۷- استان سوهاج
چگالی جمعیت در بیشتر این استان‌ها هزار نفر در کیلومتر مربع است درحالی‌که در سه استان بزرگ مصر تراکم جمعیت تنها ۲ نفر در کیلومتر مربع است.

## مردم

### شاخص‌های اصلی
میانگین سنی در مصر ۲۴/۶ سال است.
امید به زندگی برای مردان ۷۲٫۵ و برای زنان ۷۵٫۵ سال است.
۴۳٪ جمعیت ساکن مناطق شهری هستند.

### قبیله‌های مصر
تیره‌ها و قبیله‌های ساکن مصر از این قرارند:
- تیره‌های طواره
  - ترابین
  - مزینه
  - اولاد سعید
  - جبالیه
  - علیقات
  - صوالحه
- تیره‌های تیاهه

همچنین می‌توان به زاغه نشینان اشواعیت اشاره کرد.

### تبار بر اساس ژنتیک
بر اساس بررسی‌های ژنتیک ۶۸ درصد مردم مصر از تبار بومیان آفریقای شمالی، ۱۷ درصد تبار عرب، ۴ درصد یهودی تبار، ۳ درصد تبار آفریقای شرقی، ۳ درصد تباری از آسیای کوچک (شامل تمام اقوام بومی باستان قبل از ترک‌ها به‌ویژه یونانی‌ها) و ۳ درصد از تبار جنوب اروپا و دو درصد از سایر تبارهای اقلیت هستند.

## جغرافیا

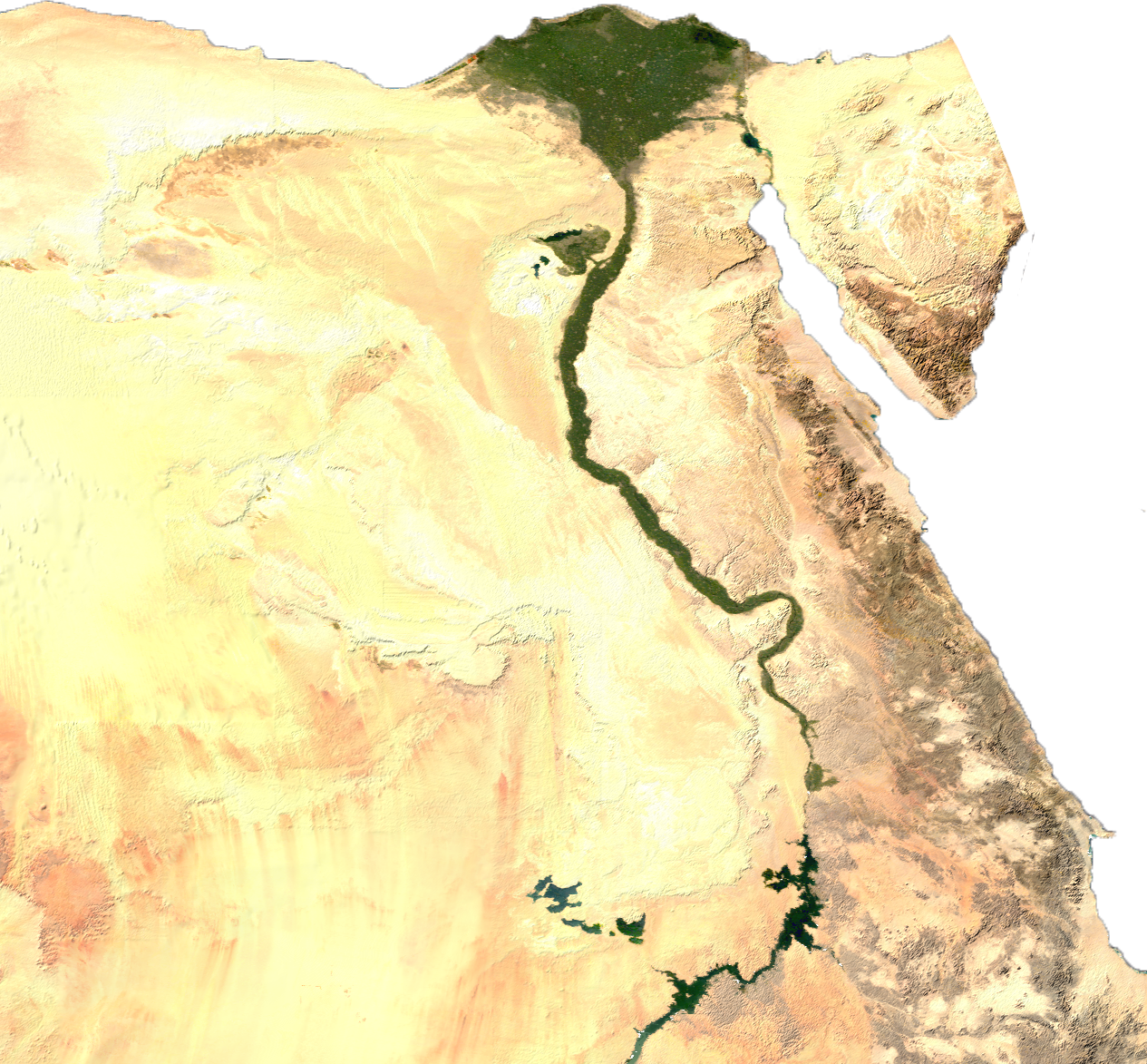
موقعیت مصر

مصر، سرزمین و کشوری است در شمال و شمال شرقی قاره آفریقا که مساحت آن ۱٬۰۱۰٬۴۰۸ کیلومتر مربع بوده و از دیدگاه وسعت بیست و هشتمین کشور جهان محسوب می‌شود. تنها ۵٫۵ درصد از مساحت مصر برای سکونت استفاده می‌شود. ۹۴٫۵ درصد باقیمانده یک بیابان غیرقابل سکونت است.
در شمال مصر دریای مدیترانه و در شرق آن دریای سرخ قرار دارد. از سمت جنوب با سودان و از سوی غرب با کشور لیبی همسایه است. البته از ناحیه صحرای سینا به اسرائیل نیز مرتبط می‌شود. پایتخت مصر شهر قاهره است و از دیگر شهرهای مهم آن می‌توان به اسکندریه، اسوان، جیزه، فیوم و پورت سعید اشاره کرد. شهرهایی مانند سلوم، بردیا، سیدی برانی، مطروح و العلمین نیز به سبب وقایعی که طی جنگ جهانی دوم در آن‌ها به وقوع پیوست مشهور شده‌اند.
در شرق و شمال شرقی این کشور شبه جزیره‌ای است که شبه جزیره سینا خوانده می‌شود و تا پیش از سده نوزدهم در قسمتی به خاک مصر پیوسته بود. اما در سده بیستم کانالی حفر کردند که آن را از خاک مصر جدا کرد و دریای سرخ را به دریای مدیترانه پیوند داد. نام آن، کانال سوئز است که ۱۶۸ کیلومتر طول دارد و چون مسیر ارتباطی میان سه قاره اروپا، آسیا و آفریقا به حساب می‌آید، از اهمیت بسیار زیادی برخوردار است.
سرزمین مصر به سه قسمت تقسیم می‌شود:
۱. صحرای شرقی یا عربی.
۲. شبه جزیره سینا و زمین‌های نیل.
۳. صحرای غربی.
مصر آخرین کشوری است که رود نیل از آن می‌گذرد و سپس به دریای مدیترانه می‌ریزد. به این خاطر در محل پیوستن آن به دریا، دلتای نیل به‌وجود آمده که سرزمین اصلی کشاورزی این کشور است. در اطراف این رود نیز کشاورزی رونق بسیار دارد به‌طوری‌که تنها نقاط آباد مصر سواحل نیل است.

### شهرها
بزرگ‌ترین شهرهای مصر:
| شهر         | جمعیت(۲۰۲۰) |
| ----------- | ----------- |
| قاهره       | ۷٬۷۳۵٬۰۰۰   |
| اسکندریه    | ۳٬۸۱۲٬۰۰۰   |
| جیزه        | ۲٬۴۴۳٬۰۰۰   |
| پورت سعید   | ۵۳۸٬۰۰۰     |
| سوئز        | ۴۸۸٬۰۰۰     |
| محله الکبری | ۴۳۱٬۰۰۰     |
| اقصر        | ۴۲۲٬۰۰۰     |
| اسیوط       | ۴۲۱٬۰۰۰     |

| اسکندریه         | ۲۳ | جنوب سیناء  | ۶  |
| اسماعیلیه        | ۷  | شمال سیناء  | ۶  |
| اسوان            | ۲۳ | شرقیه       | ۱۹ |
| اسیوط            | ۱۰ | غربیه       | ۱۲ |
| استان بحر الاحمر | ۶  | فیوم        | ۵  |
| بُحیره            | ۱۷ | قاهره       | ۳۰ |
| بنی سویف         | ۲۵ | قلیوبیه     | ۸  |
| پورت‌سعید         | ۱۹ | قنا         | ۱۲ |
| جیزه             | ۱۲ | کفر الشیخ   | ۱۰ |
| دقهلیه           | ۱۸ | مطروح       | ۳۰ |
| دمیاط            | ۴  | منوفیه      | ۲۲ |
| سوهاج            | ۱۱ | منیا        | ۱۰ |
| سویس             | ۴  | وادی الجدید | ۷۰ |

## سیاست

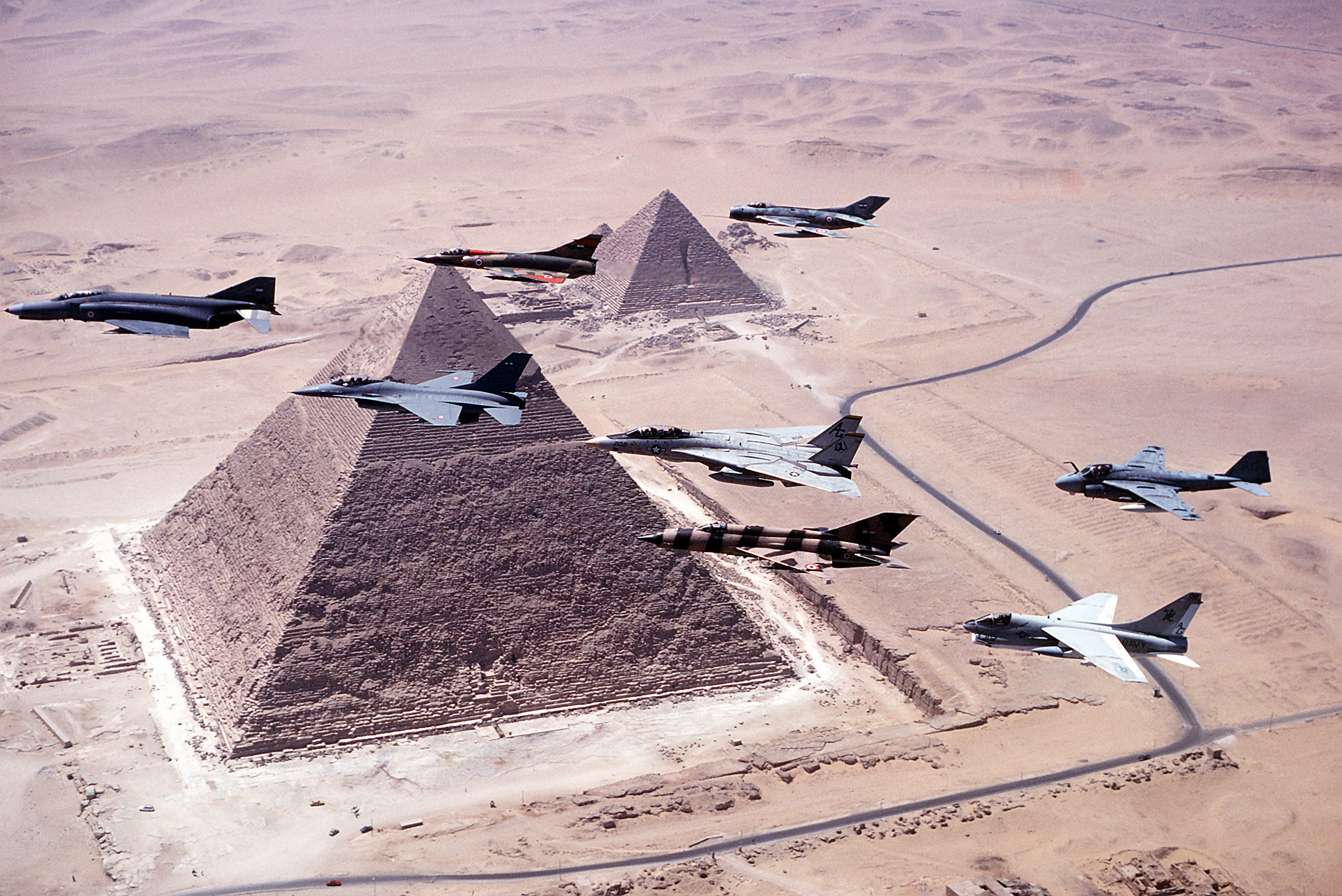
جنگنده بمب‌افکن‌های نیروی هوایی مصر و نیروی هوایی آمریکا در حال انجام یک تمرین نظامی مشترک بر فراز مجموعه اهرام جیزه.

### رئیس‌جمهورهای مصر

#### جمال عبدالناصر
جمال عبد الناصر (۱۵ ژانویه ۱۹۱۸ (میلادی) - ۲۸ سپتامبر ۱۹۷۰) از ۱۹۵۴ تا تاریخ مرگش سال ۱۹۷۰ رهبر مصر بود. جمال عبدالناصر به لحاظ روحیه ناسیونالیستی خود در بین عرب‌ها مشهور می‌باشد. نهضت پان‌عربیسم ناصر که بعد از او پایه گذارشد، در دهه‌های ۱۹۵۰ و ۱۹۶۰ طرفداران زیادی داشت و هنوز هم بعد از سال‌ها از مرگ او بین عرب‌های طرفدار دارد.
از اقدامات مهم سیاسی او می‌توان به جنگ شش روزه عرب‌ها و اسرائیل و توافقنامه کانال سوئز نام برد. جمال عبد الناصر بر اثر سکته قلبی فوت کرد.
وی یکی از کسانی بود که نام خلیج فارس را به نام خلیج عربی خواند و دستور داد تا در تمام مدارس و ادارات مصر، از عنوان «خلیج عربی» استفاده کنند و در نقشه‌های چاپ آن کشور از این نام استفاده شود.

#### محمد انور السادات
محمد انور السادات سیاست‌مدار و نظامی مصری و برنده جایزه صلح نوبل، سومین رئیس‌جمهوری مصر بود. وی سمت رئیس‌جمهوری کشور مصر را از تاریخ ۱۵ اکتبر ۱۹۷۰ تا روز به قتل رسیدنش به دست جهاد اسلامی در تاریخ ۶ اکتبر ۱۹۸۱ به عهده داشت.

#### حسنی مبارک
مُحَمَّد حُسنی سید مُبارَک (زاده ۴ مه ۱۹۲۸) از ۱۴ اکتبر ۱۹۸۱ تا فوریه ۲۰۱۱ (۲۲ بهمن ۱۳۸۹) چهارمین رئیس‌جمهوری جمهوری عربی مصر بود.
مبارک پس از ترقی در نیروی هوایی مصر تا مقام «نایب رئیس‌جمهور» بالا رفت و پس از ترور انور سادات در ۶ اکتبر ۱۹۸۱ به ریاست جمهوری رسید.
طبق قانون سال ۱۹۷۱ مصر مبارک کنترل کامل کشور را بر عهده داشت و قبل از قیام مردم مصر به عنوان رئیس‌جمهور مصر از قدرتمندترین حاکمان منطقه به‌شمار می‌رفت.
اما در پی اعتراضات گسترده مردم مصر؛ حسنی مبارک در تاریخ ۱۱ فوریه ۲۰۱۱ (۲۲ بهمن ۱۳۸۹) از ریاست جمهوری مصر استعفا داد. حکومت را به ارتش واگذار کرد و به شرم الشیخ رفت.

#### محمد مرسی
محمد مرسی رئیس حزب آزادی و عدالت از احزاب اخوان المسلمین است که در جریان انتخابات ریاست جمهوری ۱۷ ژوئن ۲۰۱۲ پیروز گردید. او به عنوان نخستین رئیس‌جمهور پس از انقلاب مصر و پنجمین رئیس‌جمهور دائمی مصر بوده است. در ژوئن ۲۰۱۳ موج جدیدی از اعتراضات در مصر شکل گرفته و مخالفان در سالگرد تحلیف مرسی خواستار کناره‌گیری مرسی از قدرت شدند. با شکل‌گیری اعتراضات محمد البرادعی رهبری مخالفان را در دست گرفته و چند تن از اعضای کابینه مرسی از جمله نخست‌وزیر استعفا کردند. او در سوم ژوئیه ۲۰۱۳ و در نتیجهٔ کودتای ۲۰۱۳ مصر، توسط بیانیهٔ مشترک ارتش مصر، محمد البرادعی، شیخ الازهر و پاپ مسیحیان قبطی مصر از قدرت برکنار شد، بیانیه مذکور را عبدالفتاح سیسی قرائت نمود. ارتش مصر، عدلی منصور، رئیس دادگاه قانون اساسی مصر را به عنوان سرپرست ریاست جمهوری برای دوره انتقالی معرفی کرد. منصور طی چندین روز پس از عزل مرسی، حازم الببلاوی را به عنوان نخست‌وزیر دولت موقت تعیین کرد.

#### عبدالفتاح سیسی
پس از چندین ماه فعالیت دولت موقت عدلی منصور، در انتخابات ریاست‌جمهوری مصر (۲۰۱۴)، عبدالفتاح سیسی که نقشی کلیدی در کودتای ۲۰۱۳ مصر داشت، در رقابت با حمدین صباحی پیروز شده و رئیس‌جمهور مصر گردید.

## جشن‌ها و عیدها در مصر

### سالگردها و جشن‌های دینی
- آغاز سال هجری، یکم ماه محرم، هجرت  (محمد مصطفی صلل الله علیه وآل وسلم اللهم صل علی محمد و آل محمد و عجل فرجهم )، پیامبر اسلام از مکه به مدینه
- زادروز محمد بن عبدالله، ۱۲ ماه ربیع‌الاول.
- آیین‌های عید فطر، پایان ماه رمضان.
- عید فطر. ۳–۱ ماه شَوال.
- عید قربان. نهم ذی‌الحجه.

### تعطیلات رسمی در جمهوری مصر
- روز آزادی صحرای سینا: ۲۵ آوریل
- روز کارگر: یکم ماه مه.
- شم‌النسیم: دوم ماه مه. جشن بهاری.
- انقلاب ۲۳ ژوئیه: بیست‌وسوم ژوئیه.
- روز نیروهای مسلح: ششم اکتبر.
- زادروز عیسی مسیح: ۷ ژانویه.[۲۶][۲۷][۲۸][۲۹][۳۰][۳۱][۳۲]

### جشن‌های مصر
- روز آغاز طغیان آب روز نیل (به عربی: وفاء النیل)، از جشن‌های فرعونی.
- جشن حنابندان برای عروس‌ها
- جشن هفت سالگی کودکان.
- آغاز سال میلادی: یکم ژانویه.
- جشن نوروز (جشن نیروز یا همان نوروز نزد قبطی‌ها)

## اعتقادات مذهبی

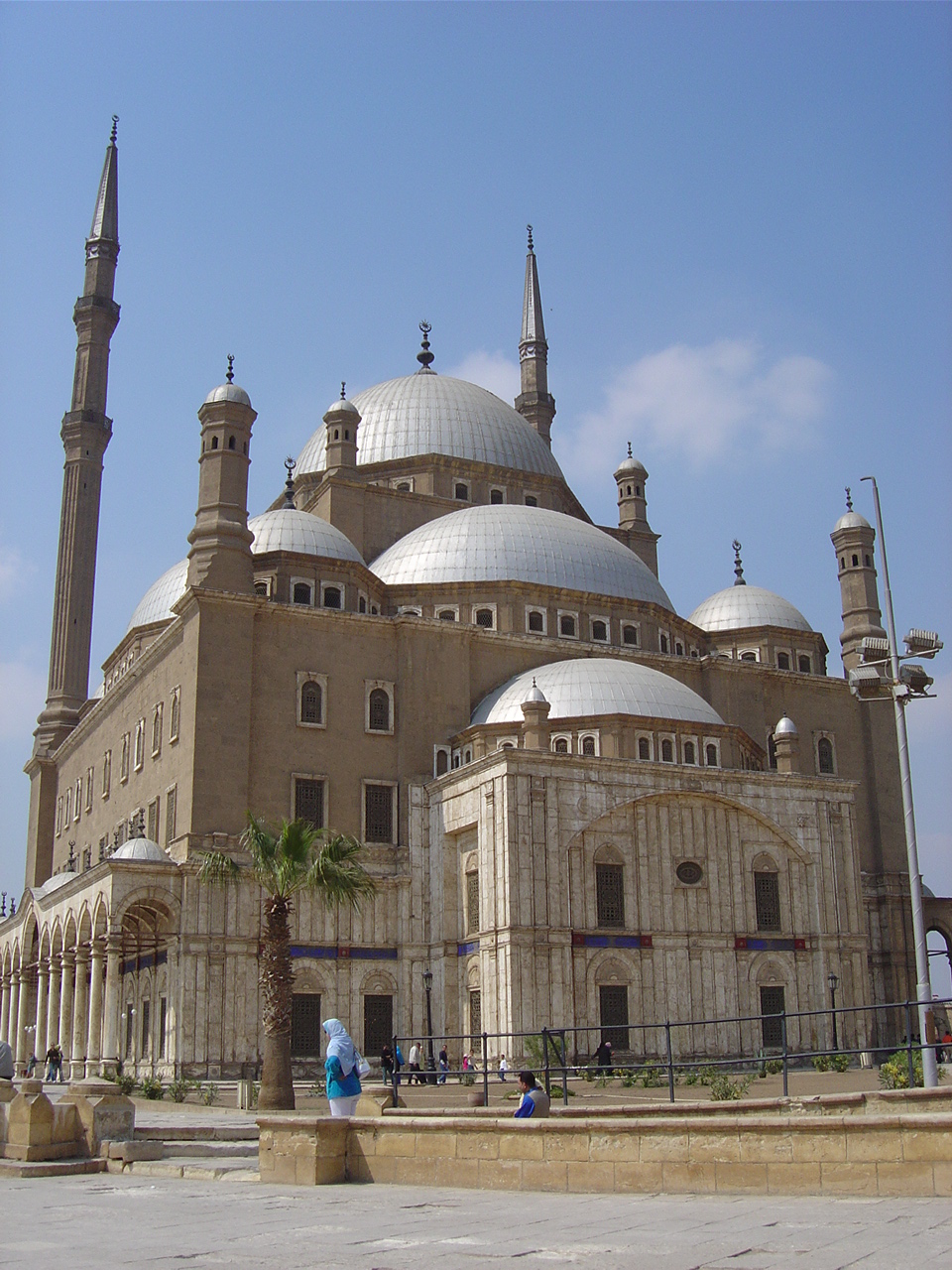
مسجد محمد علی در قاهره مصر

هرودوت می‌گوید: «در میان انواع بشر، مردم مصر از همه بیشتر پایبند دین و مذهب بوده‌اند.» این مردم در طی دورهٔ تاریخ خود از آغاز تاکنون انواع اعتقادات و اعمال مذهبی خود را که فهم آن امروز مشکل است، در مدتی بیش از سه هزار سال عمل می‌کردند. هر شهری خدایانی جداگانه می‌پرستیدند. آن شهری که معتبرتر می‌شد، بر شان خدایانش افزوده می‌شد.
هم‌اکنون مذهب کشور مصر اسلام (اهل سنت) می‌باشد به‌طوریکه ۸۰٪ جمعیت مصر را شامل می‌شوند که از این رقم ۴۰٪ شافعی، ۲۵٪ مالکی و ۱۵٪ حنفی می‌باشند و پیروان مذاهب گوناگون در تمام مصر پراکنده هستند و اختصاص به منطقهٔ خاصی ندارند، همچنین ۱۵٪ جمعیت مصر مسیحی قبطی و ۵٪ نیز شیعهٔ اسماعیلی و اثنی‌عشری هستند.